# Choripán

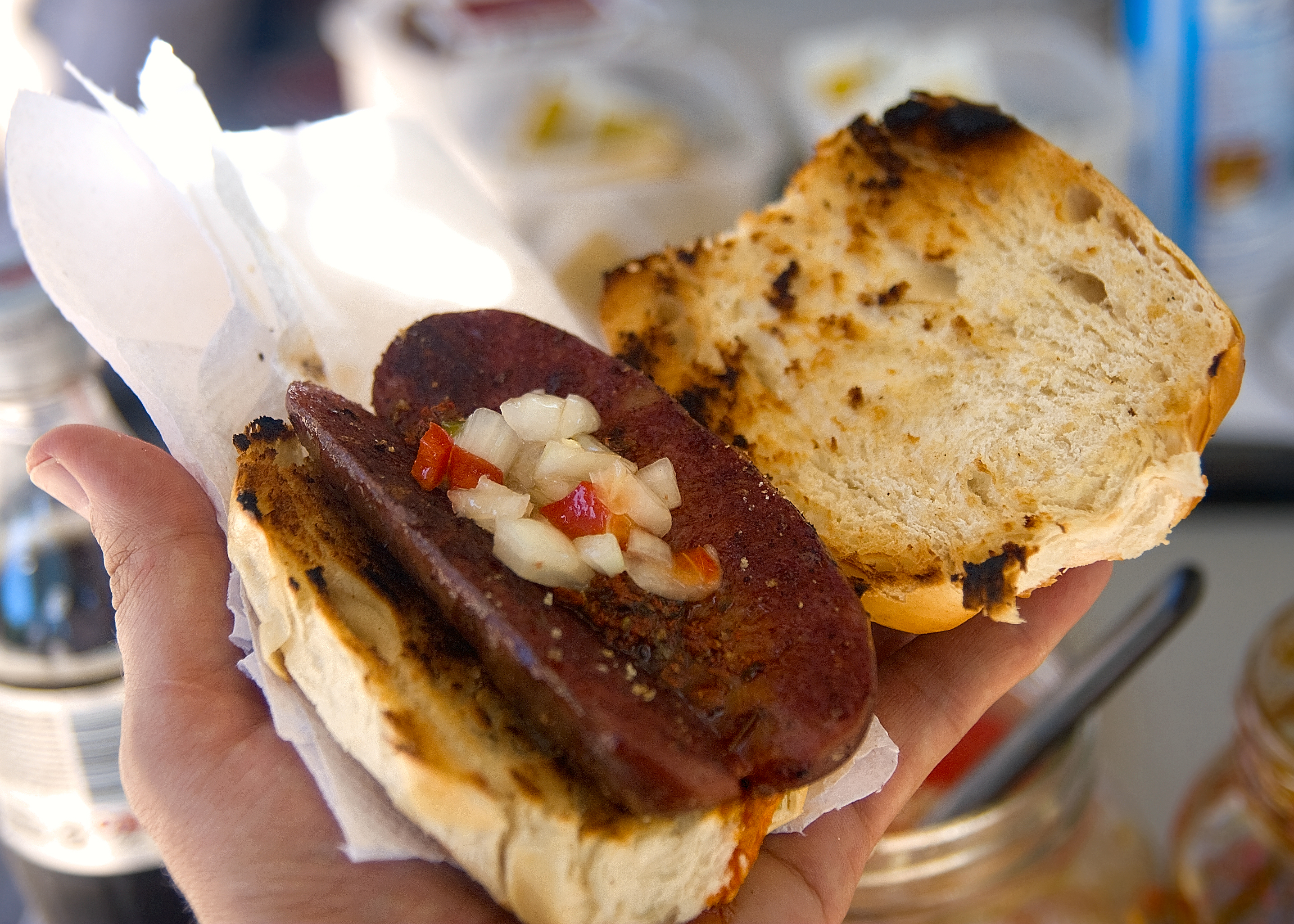
Choripán mariposa / Choripán farfalla.

Il choripán è un preparato gastronomico di origine argentina ma diffuso anche in Uruguay, Paraguay e Cile, costituito da due fette di pane, talvolta tostato, che contengono chorizo accompagnati talvolta da chimichurri o salsa criolla. Nel XXI secolo alcuni restoráns e carritos  vendono choripanes  con foglie di lattuga e altri ingredienti.